# 1108
1108 (MCVIII) var ett skottår som började en onsdag i den julianska kalendern.

## Händelser

### Okänt datum
- 29 juli – Ludvig VI blir kung av Frankrike vid fadern Filip I:s död.
- Abu Tahir Tamim ibn al-Muizz efterträds av Yahya ibn Tamim i ziriddynastin.

## Födda
- Bohemund II av Antiokia, furste över Taranto och Antiokia.

## Avlidna
- 29 juli – Filip I, kung av Frankrike sedan 1060
- Wang (Huizong), kinesisk kejsarinna.